# Klettur
Klettur è una montagna alta 444 metri sul mare situata sull'isola di Kunoy, nell'arcipelago delle Isole Fær Øer, in Danimarca.